# سی‌آی فایننشل
سی‌آی فایننشل (انگلیسی: CI Financial) شرکت خدمات مالی کانادایی است، که در سال ۱۹۶۵ تأسیس شد.